# Kermodon royanum
Kermodon royanum är en snäckart som först beskrevs av Tom Iredale 1913.  Kermodon royanum ingår i släktet Kermodon och familjen Charopidae. Inga underarter finns listade i Catalogue of Life.